# Liste der österreichischen Botschafter in Südafrika
Die Liste der diplomatischen Vertretungen in Südafrika gibt die Botschafter, die obersten Beauftragten, der Republik Österreich in der Republik Südafrika (Republic of South Africa, afrikaans Republiek van Suid-Afrika u. a.). Der Amtsbereich der Botschaft umfasst auch die Republik Angola, die Republik Botswana, das Königreich Lesotho, die Republik Madagaskar, die Republik Mauritius, die Republik Mosambik, die Republik Namibia, die Republik Simbabwe, sowie das Königreich Eswatini.

## Geschichte
Eine Botschaft in Südafrika gibt es seit 1955. Ihr Amtsbereich umfasst etliche Länder im Südlichen Afrika, für die es keine eigene Botschaft gibt.
Das Generalkonsulat in Südafrika hatte seinen Sitz in Kapstadt (Cape Town; Konsularbezirk:
Provinz Westkap), es wurde mit Ende Oktober 2010 geschlossen.
Die Österreichische Botschaft in Harare wurde per 1. Jänner 2012 aus Sicherheitsgründen geschlossen, und deren Amtsbereich auf die Botschaften Pretoria und Nairobi  verteilt, womit Pretoria auch die Vertretung für Simbabwe, Mosambik und Angola übernommen hat.

## Die Österreichische Botschaft Pretoria
Sitz der Botschaft ist die Hauptstadt Pretoria, 0181 Brooklyn in der Fehrsen Street 454A.
Außerdem gibt es konsularische Vertretungen (Honorarkonsulate) in:
- Durban (Konsularbezirk: Provinz Kwa-Zulu/Natal)
- Johannesburg (Konsularbezirk: Gauteng, Mpumalanga, Nördliche Provinz, Provinz Nordwest, Freistaat)
- Port Elizabeth (Konsularbezirk: Eastern Cape)
- Luanda, Angola
- Gaborone, Botswana
- Antananarivo, Madagaskar
- Port Louis, Mauritius
- Maputo, Mosambik
- Windhoek, Namibia

Weitere Büros sind:
- Koordinationsbüro Entwicklungszusammenarbeit Maputo, Mosambik[6]

## Liste der Österreichischen Botschafter
| Name                                                                                  | Amtszeit                                                                              | Anmerkungen |                                                                                       |
| Österreich → Südafrika ( Botswana, Lesotho, Madagaskar, Mauritius, Namibia, Eswatini) | Österreich → Südafrika ( Botswana, Lesotho, Madagaskar, Mauritius, Namibia, Eswatini) | Österreich → Südafrika ( Botswana, Lesotho, Madagaskar, Mauritius, Namibia, Eswatini) | Österreich → Südafrika ( Botswana, Lesotho, Madagaskar, Mauritius, Namibia, Eswatini) |
| ------------------------------------------------------------------------------------- | ------------------------------------------------------------------------------------- | --- | ------------------------------------------------------------------------------------- |
| Wilhelm Görtz                                                                         | 1955–1959                                                                             | |                                                                                       |
| Eduard Schiller                                                                       | 1959–1962                                                                             | |                                                                                       |
| Franz Rader                                                                           | 1962–1964                                                                             | Gesandter a. i vom 29. Dezember 1962 bis 18. März 1964 |                                                                                       |
| Adolf Heinrich Hobel                                                                  | 1964–1968                                                                             | davor Botschafter in Bulgarien und in Finnland; danach in Chile |                                                                                       |
| Paul Zedtwitz                                                                         | 1968–1972                                                                             | davor Botschaftsrat und Geschäftsträger in den Vereinigten Staaten, in Chile, in Äthiopien; danach in Algerien |                                                                                       |
| Ernst Hessenberger                                                                    | 1972–1975                                                                             | |                                                                                       |
| Arnold Möbius                                                                         | 1975–1979                                                                             | |                                                                                       |
| Michael Fitz.                                                                         | 1979–1983                                                                             | |                                                                                       |
| Johann Plattner                                                                       | 1983–1986                                                                             | |                                                                                       |
| Alexander Christiani                                                                  | 1986–1990                                                                             | davor Leiter der Abtl. für den Nahen und Mittleren Osten im Außenministerium, Mitgl. d. Delegation zur Generalversammlung der UNO, Botschafter in England, in den Niederlanden |                                                                                       |
| Arnold Möbius                                                                         | 1990–1994                                                                             | 2. Amtszeit |                                                                                       |
| Franz Palla                                                                           | 1994–1999                                                                             | |                                                                                       |
| Kurt Spallinger                                                                       | 1999–2003                                                                             | |                                                                                       |
| Helmut Freudenschuss                                                                  | 2003–2008                                                                             | davor ab 1985 Mitgl. d. Stg. Vertr. bei den UN New York und Alternierender Vertreter im Sicherheitsrat, 1993 Leiter Referat II.1a Koordination des BMaA; 1994 Europäischer Korrespondent, 1999–2004 Botschafter im Libanon; danach Leiter Abteilung II.11 Afrika südlich der Sahara BMeiA, 2011 außenpolitischer Berater des Bundespräsidenten |                                                                                       |
| Otto Ditz                                                                             | 2008–2012                                                                             | seit Jän. 2012 auch Österreich → Simbabwe, Angola, Mosambik |                                                                                       |
| Otto Ditz                                                                             | 2008–2012                                                                             | davor 1995–1999 Botschafter in Saudi-Arabien, 2001 Leiter Gruppe VI.A Immobilienmanagement, Unterbringung und Ausstattung des BMaA, 2004–2008 Botschafter in Kanada mit Jamaika |                                                                                       |
| Brigitte Öppinger-Walchshofer                                                         | 2013–2017                                                                             | davor Botschafterin in Äthiopien und Stg. Vertr. bei der AU, 2007–2011 Leiterin der Österreichischen Entwicklungszusammenarbeit |                                                                                       |
| Johann Brieger                                                                        | 2018–2022                                                                             | davor Botschafter im Kosovo (2011–2015), stvt. Leiter der Service Sektion im Botschafterrang, öst. ständiger Vertreter bei der IACA und Mitglied im Aufsichtsrat der ADA |                                                                                       |
| Romana Königsbrun                                                                     | seit 2022                                                                             | davor im Außenministerium und von 2015 bis 2019 Konsulin und Direktorin des Österreichischen Kulturforums in Istanbul, Türkei |                                                                                       |

Quelle: BMeiA, Stand 01/2025